# Acidocroton acunae
Acidocroton acunae là một loài thực vật có hoa trong họ Đại kích. Loài này được Borhidi & O.Muñiz mô tả khoa học đầu tiên năm 1976 publ. 1977.